# Aponema torosum
Aponema torosum är en rundmaskart. Aponema torosum ingår i släktet Aponema, och familjen Desmodoridae. Arten är reproducerande i Sverige.